# Itamarandiba
Itamarandiba este un oraș în Minas Gerais (MG), Brazilia.